# José Ramos (futbolista)
José Ramos (Quilmes, 23 de febrero de 1919-Lomas de Zamora, 11 de mayo de 1969) fue un jugador y director técnico de fútbol argentino. Jugaba como centrocampista por izquierda (half izquierdo, en la denominación de la época) e integró la línea media del célebre equipo de River Plate conocido como La Máquina.

## Actividad profesional
Debutó en primera división de fútbol en el Lanús en 1939 y al año siguiente jugó con la camiseta de River Plate. Integró el equipo de este club que conquistó  cinco títulos del Campeonato argentino en 1941, 1942, 1945, 1947 y 1952 y se retiró este último año luego de haber jugado 304 partidos. Su lugar fue ocupado por Gilberto Pascasio Sola, "el Ñato" Sola, mediocampista surgido en el club Talleres de Remedios de Escalada. Ramos integró el seleccionado de fútbol de Argentina que participó en los campeonatos sudamericanos de 1942 y 1946. En el año 1954 llega como entrenador a Newell's Old Boys. En el Club del Parque promovió a Primera División a jugadores como Jorge Griffa, José Yudica, Roberto Puppo y Luis Manuel Pereyra. Posteriormente, entre 1960 y 1961 fue entrenador del equipo juvenil de River.
Junto con Norberto Yácono y Néstor Rossi integraba como centrocampista izquierdo la línea media de La Máquina, el célebre conjunto riverplatense de la década de 1940, que servía a la legendaria delantera formada por Adolfo Pedernera, Juan Carlos Muñoz, José Manuel Moreno, Ángel Labruna y Félix Loustau.
Sólo disputaron juntos 18 encuentros, que resultaron inolvidables para los aficionados. El apodo de La Máquina se debió a la precisión del juego de aquel equipo de River, ideado por Carlos Peucelle, quien abominaba de tácticas y señalaba que la de su equipo era “1-10”, es decir, un arquero y diez delanteros.
Al igual que otros grandes jugadores de su generación, no pudo participar en otros mundiales, primero debido a la suspensión de este evento por la Segunda Guerra Mundial y después por la decisión argentina de no jugar los mundiales de Brasil y Suiza.

## Clubes
| Club                | País      | Año         |
| ------------------- | --------- | ----------- |
| Club Atlético Lanús | Argentina | 1939        |
| River Plate         | Argentina | 1940 - 1952 |

## Palmarés

### Como jugador

#### Campeonatos nacionales

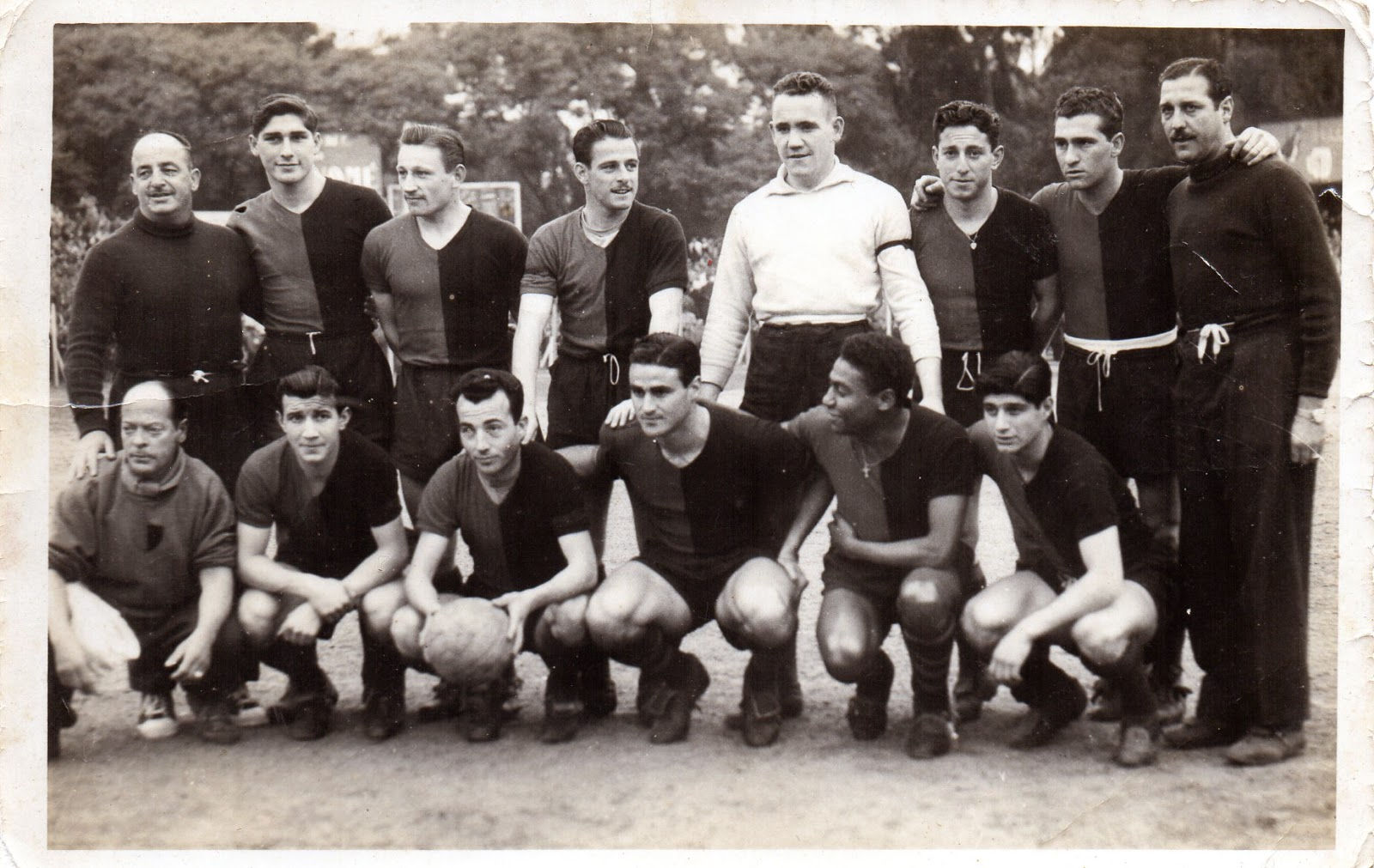
José Ramos entrenador de Newell's Old Boys 1955

| Título           | Equipo      | País      | Año  |
| ---------------- | ----------- | --------- | ---- |
| Primera División | River Plate | Argentina | 1941 |
| Primera División | River Plate | Argentina | 1942 |
| Primera División | River Plate | Argentina | 1945 |
| Primera División | River Plate | Argentina | 1947 |
| Primera División | River Plate | Argentina | 1952 |

#### Copas nacionales
| Título         | Equipo      | País      | Año  |
| -------------- | ----------- | --------- | ---- |
| Copa Escobar   | River Plate | Argentina | 1941 |
| Copa Ibarguren | River Plate | Argentina | 1941 |
| Copa Ibarguren | River Plate | Argentina | 1942 |

#### Copas internacionales
| Título     | Equipo      | País      | Año  |
| ---------- | ----------- | --------- | ---- |
| Copa Aldao | River Plate | Argentina | 1941 |
| Copa Aldao | River Plate | Argentina | 1945 |
| Copa Aldao | River Plate | Argentina | 1947 |

### Como entrenador

#### Campeonatos nacionales
| Título           | Equipo   | País       | Año  |
| ---------------- | -------- | ---------- | ---- |
| Primera División | Saprissa | Costa Rica | 1967 |